# Ла-Мадлен (Нор)
Ла-Мадле́н (фр. La Madeleine) — коммуна во Франции, регион О-де-Франс, департамент Нор, округ Лилль, кантон Лилль-1. Пригород Лилля, примыкает к нему с севера, до центра города 3 км.
Население (2017) — 21 173 человека.

## Экономика
Структура занятости населения:
- сельское хозяйство — 0,2 %
- промышленность — 8,0 %
- строительство — 3,6 %
- торговля, транспорт и сфера услуг — 62,7 %
- государственные и муниципальные службы — 25,5 %

Уровень безработицы (2017) — 13,3 % (Франция в целом — 13,4 %, департамент Нор — 17,6 %). 

Среднегодовой доход на 1 человека, евро (2017) — 22 990 (Франция в целом — 21 110, департамент Нор — 19 490).

## Демография
Динамика численности населения, чел.

## Администрация
Пост мэра Ла-Мадлен с 2008 года занимает член партии Республиканцы Себастьян Лепретр (Sébastien Leprêtre). На муниципальных выборах 2020 года возглавляемый им правый список победил в 1-м туре, получив 64,72 % голосов.
| Период | Период | Фамилия           | Партия                                   | Примечания                                                            |
| ------ | ------ | ----------------- | ---------------------------------------- | --------------------------------------------------------------------- |
| 1947   | 1971   | Ален Ле Маркадур  | Объединение французского народа          | депутат Национального собрания, член Генерального совета департамента |
| 1971   | 1977   | Пьер Билькок      | Объединение в поддержку Республики       | депутат Национального собрания                                        |
| 1977   | 2008   | Клод Деннен       | Объединение в поддержку Республики       | депутат Национального собрания                                        |
| 2008   |        | Себастьян Лепретр | Союз за народное движение, Республиканцы |                                                                       |

## Города-побратимы
- Карст

## Знаменитые уроженцы
- Жан-Даниэль Полле (1936—2004), кинорежиссёр и сценарист

## Ссылки

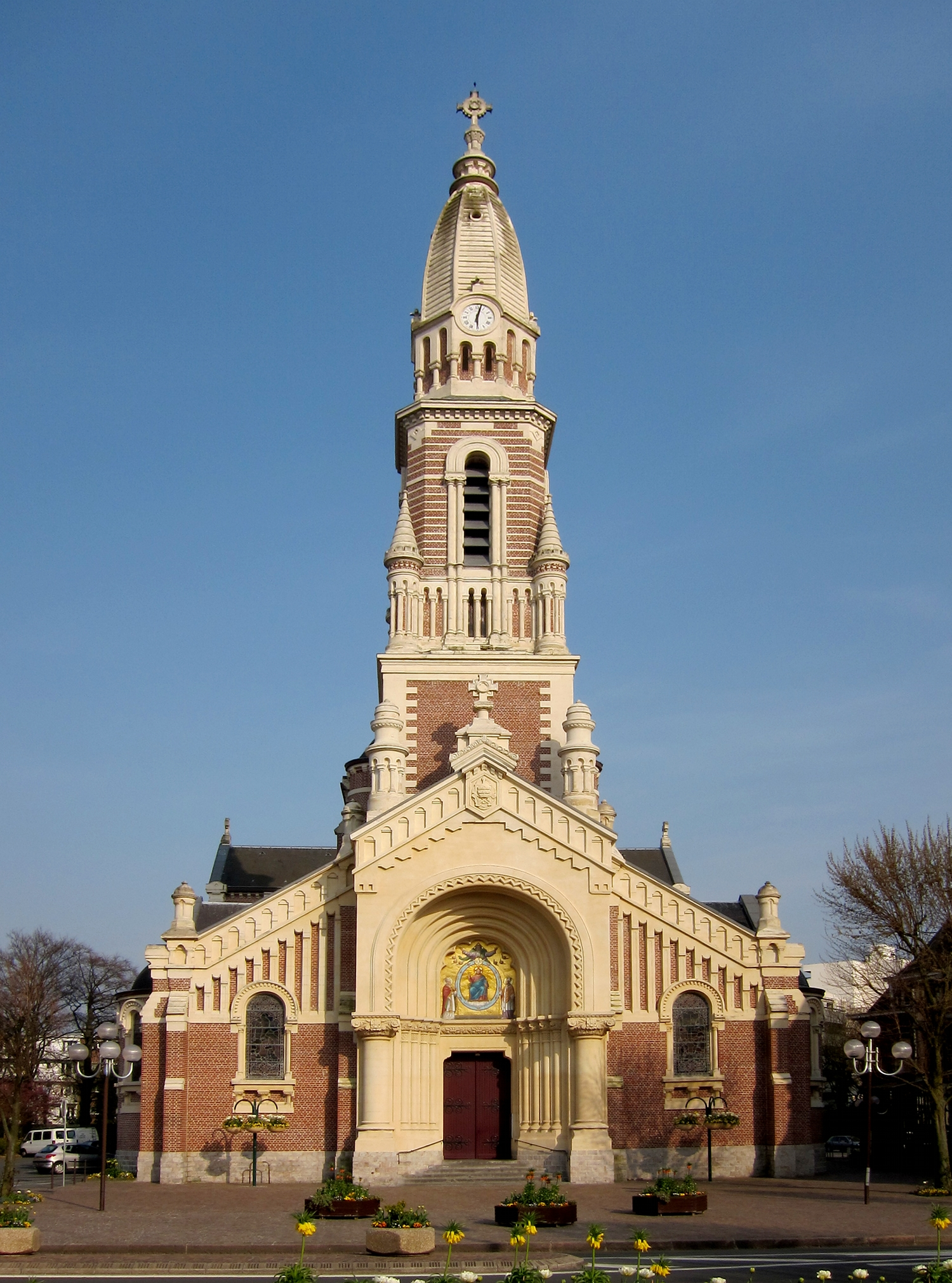
Церковь Святой Марии Магдалины
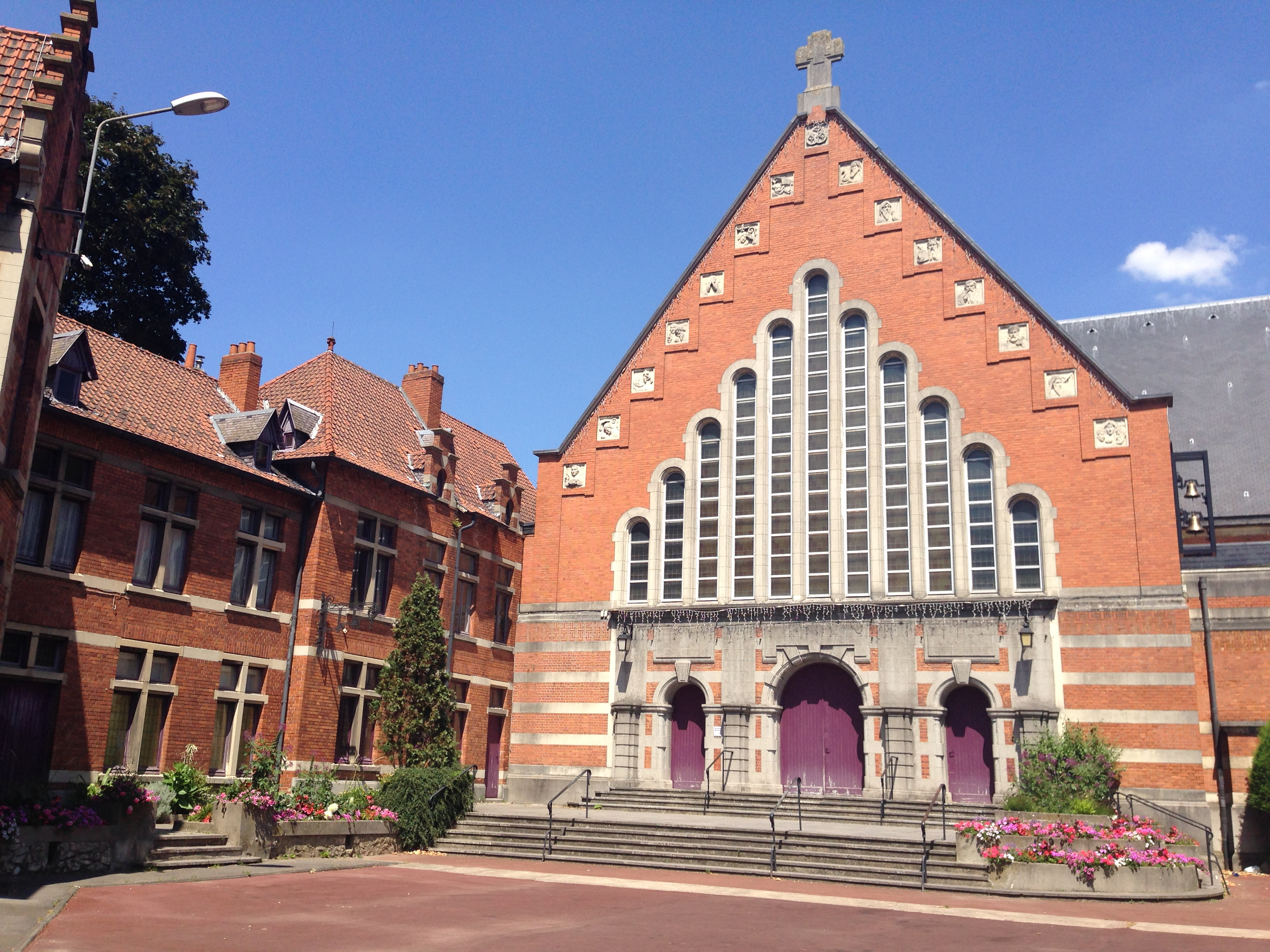
Церковь Нотр-Дам-де-Лурд
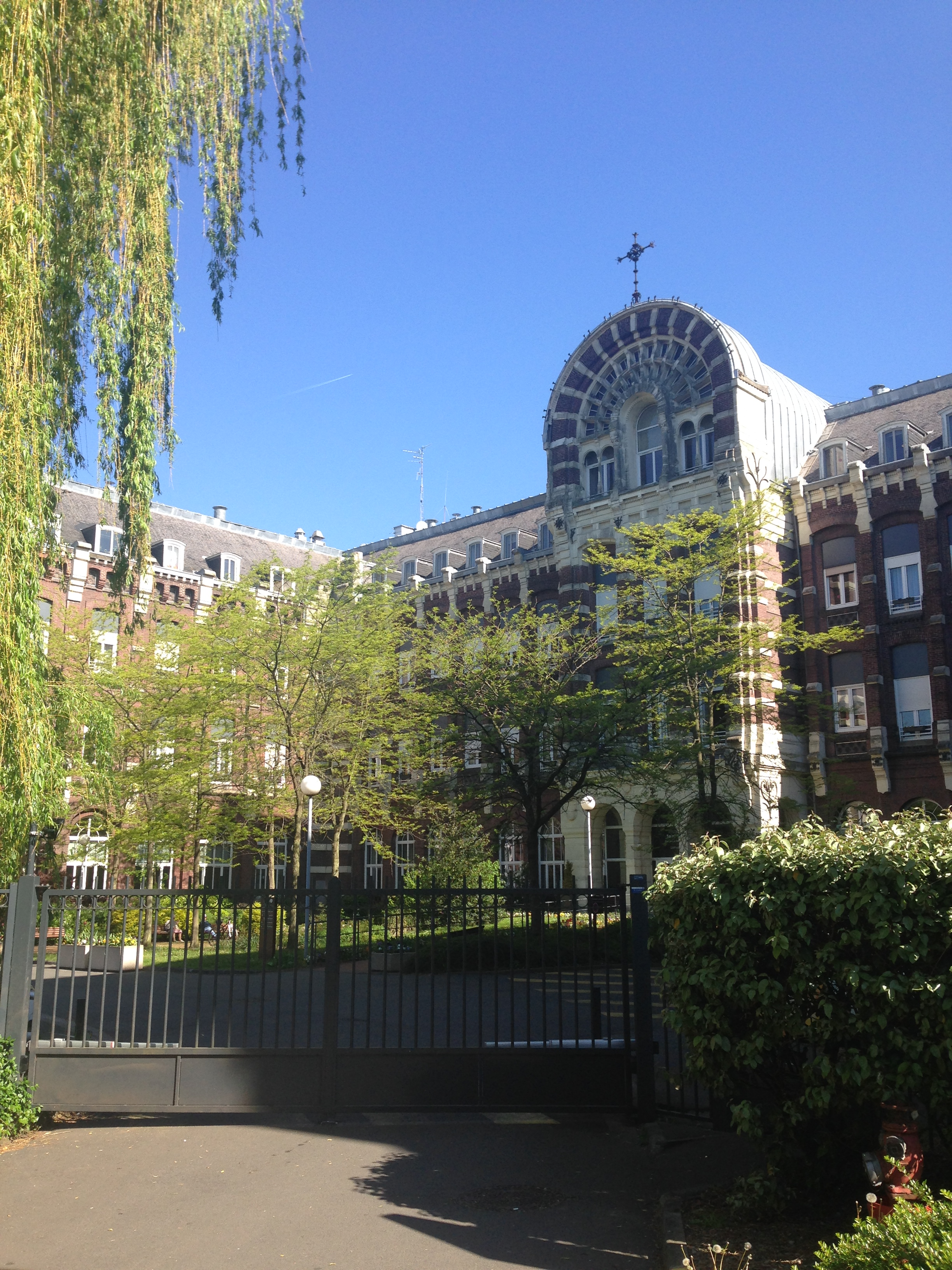
Бывший женский монастырь